# Naft Masjed Soleyman FC
Der Naft Masjed Soleyman Football Club (persisch باشگاه فوتبال نفت مسجدسلیمان), auch bekannt als Naft M.I.S  oder Naft MIS, ist ein iranischer Fußballverein aus Masdsched Soleyman in der Provinz Chuzestan. Aktuell (Stand: Juli 2024) spielt der Verein in der zweiten Liga, der Azadegan League. 

## Erfolge
- Iranischer Zweitligameister: 2017/18  ▲
- Iranischer Zweitligavizemeister: 2013/14  ▲

## Stadion
Der Verein trägt seine Heimspiele im Behnam Mohammadi Stadium in Masdsched Soleyman aus. Das Stadion hat ein Fassungsvermögen von 8000 Personen.

## Trainer
Stand: Juli 2024
| Trainer               | Nation           | von                | bis                |
| --------------------- | ---------------- | ------------------ | ------------------ |
| Zoran Smileski        | Nordmazedonien   | 1. Juli 2012       | 9. Januar 2013     |
| Farzad Hafezi         | Iran             | 1. Januar 2013     | 30. Juni 2013      |
| Dariush Yazdi         | Iran             | 1. Juli 2013       | 31. Dezember 2013  |
| Behrouz Makvandi      | Iran             | 1. Dezember 2013   | 30. Mai 2014       |
| Majid Bagherinia      | Iran             | 1. Juli 2014       | 1. September 2014  |
| Behrouz Makvandi      | Iran             | 1. September 2014  | 30. Juni 2015      |
| Farzad Hafezi         | Iran             | 1. Juli 2015       | 20. Februar 2017   |
| Sohrab Bakhtiarizadeh | Iran             | 1. Juli 2016       | 15. Dezember 2016  |
| Abdollah Veisi        | Iran             | 1. Juli 2018       | 3. September 2018  |
| Alireza Marzban       | Iran Deutschland | 18. September 2018 | 14. April 2019     |
| Firouz Karimi         | Iran             | 15. April 2019     | 31. Mai 2019       |
| Mehdi Tartar          | Iran             | 1. Juli 2019       | 30. August 2020    |
| Mojtaba Hosseini      | Iran             | 7. September 2020  | 15. Februar 2021   |
| Dariush Yazdi         | Iran             | 20. Februar 2021   | 3. April 2021      |
| Mahmoud Fekri         | Iran             | 6. April 2021      | 6. September 2021  |
| Sirous Pourmousavi    | Iran             | 6. September 2021  | 22. September 2021 |
| Faraz Kamalvand       | Iran             | 26. September 2021 | 10. Januar 2022    |
| Mahmoud Fekri         | Iran             | 20. Januar 2022    | 21. März 2022      |
| Mohammadreza Mohajeri | Iran             | 22. März 2022      | 21. Dezember 2022  |
| Ebrahim Ashkesh       | Iran             | 21. Dezember 2022  | 22. Januar 2023    |
| Gholamreza Enayati    | Iran             | 23. Januar 2023    | 7. März 2023       |
| Farzad Hafezi         | Iran             | 9. März 2023       | 13. März 2023      |
| Ebrahim Ashkesh       | Iran             | 14. März 2023      | 27. Mai 2023       |
| Ebrahim Ashkesh       | Iran             | 17. Juli 2023      | 30. Juni 2024      |
| Ali Asghar Kalantari  | Iran             | 21. Juli 2024      |                    |